# Karl Urban
Karl-Heinz Urban (Wellington, 7 juni 1972) is een acteur uit Nieuw-Zeeland. Hij speelde de rol van Éomer uit het 2e en 3e deel van de The Lord of the Rings-serie en hij was te zien als Leonard McCoy in de Star Trekfilms uit 2009, 2013 en 2016.

## Filmografie
- 2019 The Boys - Billy Butcher
- 2018 Bent - Danny Gallagher
- 2017 Thor: Ragnarok  - Skurge the Executioner
- 2016 Pete's Dragon - Gavin
- 2016 Star Trek: Beyond - Leonard McCoy
- 2014 The Loft - Vincent Stevens
- 2013 Riddick - Vaako
- 2013 Star Trek Into Darkness - Leonard McCoy
- 2012 Dredd - Judge Dredd
- 2011 Priest - Black Hat
- 2010 Red - William Cooper
- 2010 And Soon the Darkness - Michael
- 2009 Black Water Transit - Earl Pike
- 2009 Star Trek - Dr. Leonard "Bones" McCoy
- 2007 Pathfinder - Ghost
- 2006 Out of the Blue - Nick Harvey
- 2005 Doom - Sgt. John 'Reaper' Grimm
- 2004 The Bourne Supremacy - Kirill
- 2004 The Chronicles of Riddick - Vaako
- 2003 The Lord of the Rings: The Return of the King - Éomer
- 2002 The Lord of the Rings: The Two Towers - Éomer
- 2002 Ghost Ship -  Munder
- 2000 The Price of Milk - Rob
- 2000 The Irrefutable Truth About Demons - Harry Ballard
- 2000 The Priveteers (TV) - Capt. Aran Dravyk
- 1998 Via Satillite - Paul
- 1997 Heaven - Sweeper
- 1997 Amazon High (TV) - Kor
- 1992 Chunuk Bair - Wellington Soldier

## Televisieseries
- The Boys  (2019)
- Almost Human  (2014)
- Xena: Warrior Princess (1996-2001)
- Riding High (1995)
- Shortland Street (1993-1994)
- Homeward Bound (1992)

- Bibsys: 2116592
- Bibliothèque nationale de France: cb14607951t (data)
- Gemeinsame Normdatei: 1012273547
- International Standard Name Identifier: 0000 0001 1937 0392
- Library of Congress Control Number: no2003067908
- Nationale Bibliotheek van Tsjechië: xx0042785
- Nationale Bibliotheek van Israël: 987011386580005171
- Nederlandse Thesaurus van Auteursnamen: 212861514
- Système universitaire de documentation: 160201055
- Museum of New Zealand Te Papa Tongarewa: 69771
- Virtual International Authority File: 85570475
- WorldCat: E39PBJptVKddfXkxQKyQHmKyBP